# Egils Levits
Egils Levits (Riga, 30 de junio de 1955) es un jurista y político letón, presidente de Letonia desde 2019 hasta 2023.

## Biografía
Egils Levits nació en Riga en 1955. Su padre Jonass era un ingeniero de origen judío que sobrevivió al Holocausto, mientras que su madre Ingeborga era una poetisa cuya familia había sido deportada en 1949. Como ella logró evitar el destierro escondiéndose de los militares soviéticos, Egils no pudo ser registrado en el censo hasta que cumplió cuatro años, coincidiendo con la aministía general decretada por Nikita Jrushchov.
En 1972, cuando tenía 17 años, los soviéticos permitieron que la familia Levits pudiera emigrar al extranjero. Aunque en un primer momento habían pensado establecerse en Israel, al final se marcharon a la República Federal de Alemania, donde ya vivía parte de su familia materna. Después de completar la educación secundaria en Münster, se licenció en Ciencias Políticas por la Universidad de Hamburgo.
En su carrera profesional trabajó como profesor asistente en la Universidad de Kiel, así como traductor de documentos jurídicos para el Tribunal Superior de Schleswig-Holstein. Habla con fluidez letón, ruso y alemán.
Está casado con la ginecóloga Andra Levita, con la que ha tenido un hijo y una hija. En 2018, antes de ser nombrado presidente de Letonia, publicó un libro de memorias en el que recopila su experiencia personal como político y jurista.

## Trayectoria política
Egils Levits comenzó su militancia política en Alemania, como miembro de la comunidad letona en el exilio y de organizaciones nacionalistas como la asociación estudiantil Fraternitas Lataviensis y el Frente Popular de Letonia, uno de los grupos impulsores de la Revolución Cantada.
Levits regresó a su país natal en 1990 para colaborar con el país báltico, siendo uno de los redactores de la Declaración de Restauración de Independencia del 4 de mayo de 1990. Posteriormente ha sido asesor jurídico de la Saeima y miembro del Consejo Supremo de la República durante dos años. Entre 1992 y 1993 ejerció como embajador letón para Alemania y Suiza.
Después de que el Frente Popular se disolviera, Levits se afilió al partido conservador Vía Letona (Latvijas Ceļš) y obtuvo el acta de diputado en las elecciones nacionales de 1993. El nuevo primer ministro Valdis Birkavs formó un gobierno de coalición en el que nombró a Levits ministro de Justicia y vice primer ministro, cargo que ocuparía hasta su salida en 1994. El sucesor de Birkavs, Maris Gailis, siguió contando con él para nombrarle embajador en Austria, Suiza y Hungría.
En 1995 fue nombrado juez representante de Letonia en el Tribunal Europeo de Derechos Humanos, encadenando otros dos mandatos en 1998 y en 2001. También ha ocupado un puesto en la Corte de Arbitraje de la OSCE a partir de 1997 y en la Corte Permanente de Arbitraje desde 2001. Cuando Letonia ingresó en 2004 en la Unión Europea, Levits se convirtió en el representante letón en el Tribunal de Justicia de la Unión Europea. Aunque en 2018 había logrado revalidar su mandato dentro de esta corte, tuvo que renunciar al jurar la presidencia letona.
Al mismo tiempo, Levits presidió el tribunal que redactó el nuevo preámbulo de la Constitución de Letonia en 2013. En él se incluyó una mención expresa al idioma letón y a los valores cristianos como «pilares» de la soberanía nacional. Esta medida fue muy criticada por los partidos de la oposición y por la minoría rusófona, más del 25% de la población, pues consideraban que aportaba una visión de país conservadora y etnicista, pero finalmente fue aprobada sin cambios por la Saeima en junio de 2014.

## Presidencia de Letonia
Egils Levits es el presidente de Letonia desde el 8 de junio de 2019. El cargo supone la jefatura del Estado, una función representativa con poderes ejecutivos limitados. Bajo su mandato ha tenido como primer ministro a Arturs Krišjānis Kariņš.
El jurista había sido propuesto por la conservadora Alianza Nacional como presidente en las elecciones de 2015, aunque cayó derrotado frente a Raimonds Vējonis. A pesar de su puesto en el Tribunal Europeo siempre mantuvo su predisposición a ocupar este cargo. En una entrevista en 2017, citó que los principales problemas de Letonia eran la desigualdad social, el hecho de que parte de la población letona viviera «en un marco de información extranjera» —en referencia a Rusia— y la corrupción.
Cuando el mandato de Vējonis expiró en 2019, volvió a presentarse y contó esta vez con el apoyo de todos los partidos de centroderecha, que le garantizaron la victoria en la Saeima. Su candidatura obtuvo 61 votos, frente a los 24 del economista Didzis Šmits y los ocho del defensor del pueblo Juris Jansons. Su presidencia estuvo marcada por unos bajos índices de popularidad debido a su papel en la crisis económica del país, agravada por el estallido de la invasión rusa de Ucrania en 2022.
Tras concluir su mandato de cuatro años, quiso presentarse a la reelección pero al final renunció porque no contaba con apoyo mayoritario del parlamento. En julio de 2023 será reemplazado por Edgars Rinkēvičs.